# Macromitrium doeringianum
Macromitrium doeringianum är en bladmossart som beskrevs av Georg Ernst Ludwig Hampe 1879. Macromitrium doeringianum ingår i släktet Macromitrium och familjen Orthotrichaceae. Inga underarter finns listade i Catalogue of Life.